# Čínský úřad pro pilotované vesmírné lety
Čínský úřad pro pilotované vesmírné lety (čínsky v českém přepisu Čung-kuo caj žen chang-kchung kung-čcheng pan-kung-š', znaky 中国载人航空工程办公室, angl. China Manned Space Agency, CMSA) je organizace, která zajišťuje inženýrské a administrativní funkce pro lety člověka do vesmíru v Čínské lidové republice. Historicky se v oficiálních dokumentech používalo také označení China Manned Space Engineering Office (CMESO). 
Úřad založený v roce 1993 je jednotkou Lidové osvobozenecké armády se sídlem v Pekingu a je přímo podřízen Oddělení pro rozvoj vybavení Ústřední vojenské komise (dříve Hlavní oddělení pro vyzbrojování Lidové osvobozenecké armády).
Hlavním úkolem CMSA je jednotné řízení čínského pilotovaného kosmického programu včetně strategie rozvoje, plánování, celkové technologie, výzkumu a výroby, výstavby infrastruktury, organizace a provádění letových misí, využití a propagace, mezinárodní spolupráce a vydávání zpráv atd.
Ředitelem CMSA je od roku 2018 Chao Čchun, dřívější zástupce ředitele.